# .300 Savage
Le calibre .300 Savage est une munition développée par Savage Arms en 1920 pour remplacer la .303 Savage . Malgré un étui court et un épaulement très prononcé, la cartouche est capable de propulser une balle de 165 grains à plus de 800 m/s (3558 J) avec une redoutable précision à plus de 300 m.
Ses dimensions proches de celles de la .308 Winchester et ses caractéristiques en ont fait une munition de choix pour la conversion des armes classées en première catégorie avant 2013. En effet, entre ces deux munitions la différence est au niveau de la douille. L'angle d'épaulement de la .300 Savage est plus grand, et le collet plus court : ceci fait que sa contenance jusqu'à la base du collet est plus faible de 0,07 gramme de poudre.

## Rechargement
Le choix en poudre pour ce calibre est assez large.
Dans la gamme Vectan, on peut utiliser de la Tu3000 pour les balles de moins de 9 grammes (138 grains), à la Tu5000 pour les projectiles de 13 grammes (200 grains). Les Sp7 et Sp9 conviennent parfaitement, les doseuses volumétriques sont plus régulières avec ces poudres sphériques.
Les charges réduites, qu'elles soient pour un projectile plomb, un rechargement subsonique ou simplement pour simuler une cible plus lointaine, doivent être effectués de préférence avec la poudre A0.
Cette poudre s'enflamme très facilement avec une amorce standard, sans mettre de bourre pour tenir la charge contre l'amorce. La pression reste relativement faible par rapport aux charges normales. Le fonctionnement d'un semi-auto s'en trouve altéré.
Une poudre, la RS14, produite par Reload Swiss, apporte de nouvelles possibilités au niveau du rechargement, en ce sens qu'elle est très peu dense, occupant ainsi une plus importante partie de l'intérieur de la douille, facilitant son inflammation. Une armorce de type magnum limite considérablement les problèmes que l'on rencontre avec les amorce standard, pas toujours assez puissantes.

## Juridiction en France
En France, cette munition est classée en catégorie C 8°. Il est possible de transformer une douille de .308 Winchester en .300 Savage avec un jeu d'outils adapté mais peu de tireurs le font car les douilles de .300 Savage se trouvent facilement dans le commerce, alors que la douille du .308 Winchester est classé en catégorie C 7° (il faut une arme chambrée .308 Winchester pour en acheter).
En France, beaucoup d'armes chambrées d'origine en .308 Winchester ont été transformées en .300 Savage pour être plus accessibles.
Certaines anciennes armes de guerre, conçues à l'origine pour recevoir une douille plus large, ont été transformées au calibre .300 Savage pour échapper à la 1ère catégorie « armes et munitions de guerre » avant 2013. À la suite de cette modification, quelques incidents de tir, parfois graves, ont été enregistrés. Leur cause serait une usure et désolidarisation de la frette.

## Fiction
La 300 Savage est la munition utilisée par le tueur pour assassiner sa victime, maître chanteur, dans le roman d'Ed McBain de la série du 87e District Crédit Illimité (Killer's Payoff, 1958)